# Lantenot
Lantenot – miejscowość i gmina we Francji, w departamencie Górna Saona, w regionie Burgundia-Franche-Comté. Według danych na rok 2009 gminę zamieszkiwało 367 osób.